# Floris van Holland
Floris of Florentius van Holland (overleden: Middelburg, 30 november 1210) was gedurende enige periode bisschop van Glasgow.

## Biografie
Floris van Holland was een zoon van graaf Floris III van Holland en zijn vrouw, de Schotse gravin Ada van Schotland. Floris van Holland koos voor een kerkelijke carrière. Hij werd in 1198 domproost van Utrecht. Door zijn koninklijke connecties in Schotland werd hij in 1202 benoemd tot bisschop van Glasgow. Er zijn bronnen die erop wijzen dat Floris van Holland nooit geconsacreerd is geweest tot bisschop. In 1207 legde hij daarom ook zijn functie neer. De reden waarom Floris nooit geconsacreerd is geweest is echter onduidelijk. Floris stierf als monnik in Middelburg in 1210.